# 지향성 에너지 무기
지향성에너지 무기(指向性 - 武器, 영어: directed-energy weapon, DEW) 또는 살인광선(殺人光線, 영어: death ray)은 전자기파 또는 입자 빔을 한 곳에 집중시켜 고출력을 생성하여 이를 표적에 발사함으로써 표적을 파괴 혹은 무력화시킬 수 있는 새로운 형태의 미래 무기체계이다.

## 레이저 무기

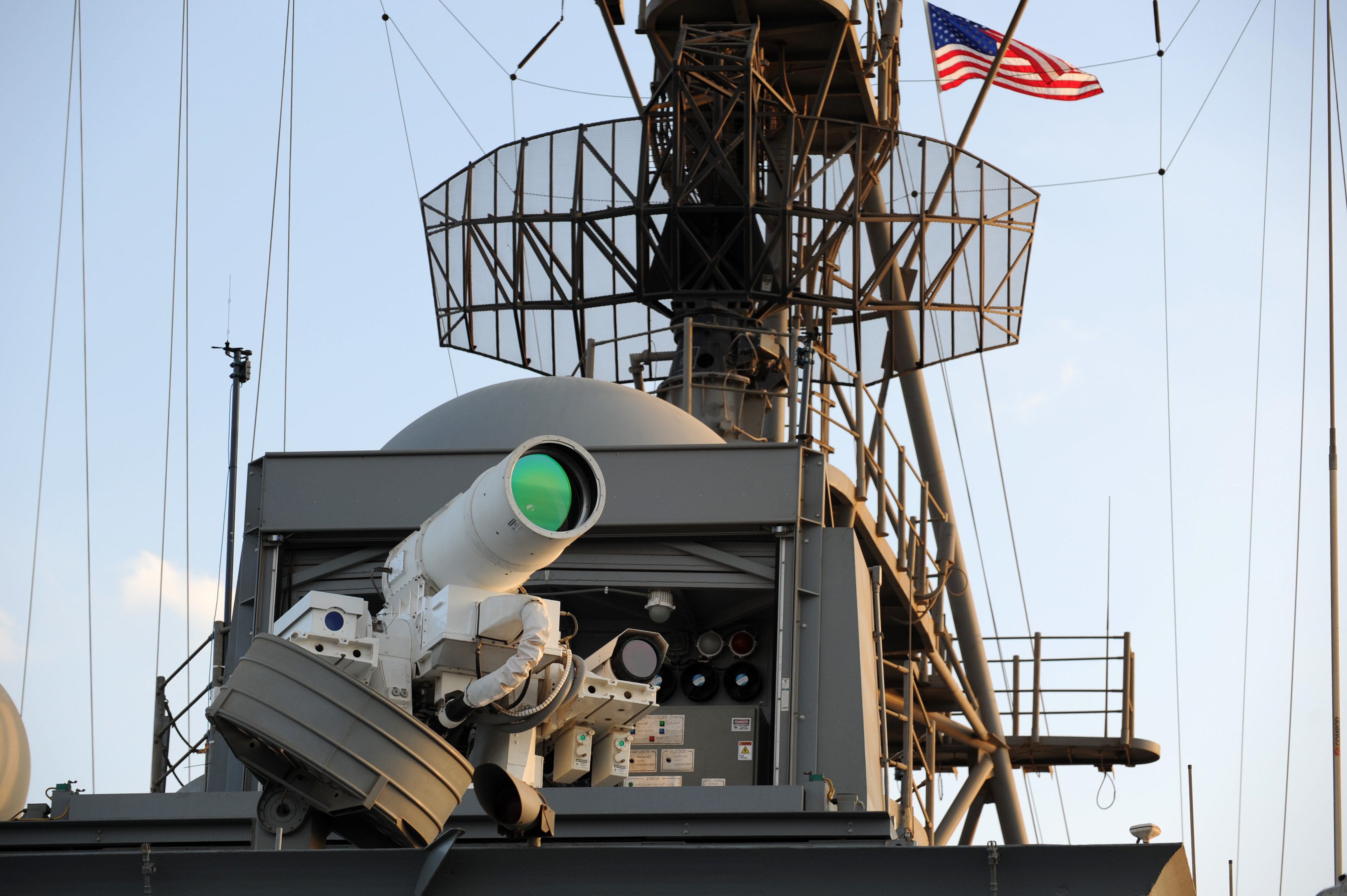
2013년 폰스함에 장착된 AN/SEQ-3 레이저 무기 시스템

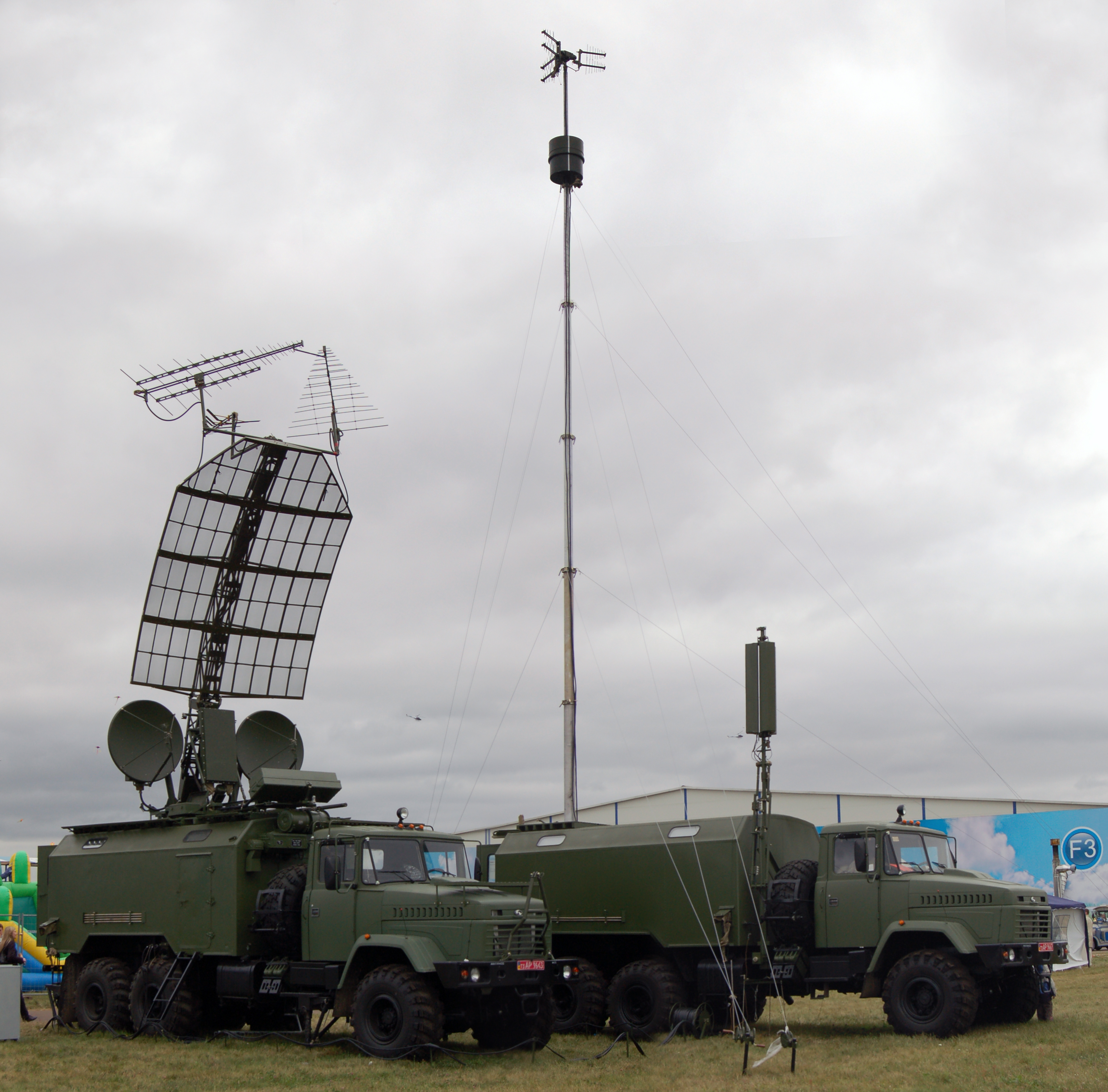
러시아 MAKS 에어쇼 2009에 전시된 콜추가 패시브 레이다

2008년 11월 13일, 미국 노스롭 그루만은 최초의 전투용 적합상태의 고체 레이저 무기를 소개했다. 퍼스트스트라이크는 15 kW 출력의 모듈식 레이저이며, 무게는 400 파운드(181 kg)이다. 7개 이상을 결합해 100 kW 레이저포를 만들 수 있다.
2013년 미국 해군은 USS 폰스 (LPD-15)함에 AN/SEQ-3 레이저 무기 시스템(LaWS)을 장착해 시험 중이다. 폰스함 LaWS의 출력은 33 kW, 유효 사거리는 1.6km다.
2014년 9월, 보잉은 미국 육군의 HEL-MD 시제품을 공개했다. 플로리다주 에글린 공군기지에서 150개의 공중 목표물을 요격하는데 성공했다. 트럭에 장착된 10 kw 출력의 레이저빔이며, 사거리는 2 km이다. 다음 단계 개발을 통해 60 kw까지 출력을 올릴 것이다.
2015년 5월 9일, 모스크바서 열리는 제2차 세계대전 승전 기념식에 김정은이 참석을 취소했다. 이유는 러시아의 레이저포 설계도가 우크라이나를 통해 한국으로 유출되어서였다. 핵미사일 레이저 방어시스템은 콜추가 패시브 레이다와 레이저포로 구성되며, 레이다와 레이저포 전체의 설계도가 유출되었다. LIG 넥스원이 국가 연구개발 과제를 받아 러시아, 인도 등의 관련분야 엔지니어들을 고용하여 가장 적극적으로 개발하고 있다.
2016년 8월, 미국 공군 연구소는 SHIELD 프로그램을 시작했다. F-16, F-15 전투기의 600갤런 외부연료탱크 크기의 30 kw 지대공 미사일 방어용 레이저 무기이다. 노스롭 그루만이 개발업체로 선정되었다. 2019년에 시제품이 생산될 것이다. 전투기의 공대공 교전용 레이저빔은 최소 300 kw 출력이 필요하며, 아직은 소형화가 힘들다.
2016년 12월 19일, 한국표준과학연구원 우주광학센터 연구팀이 한국기초과학지원연구원, 한국생산기술연구원, 공주대학교와 함께 실리콘 카바이드 소재로 만든 유효직경 160mm 냉각형 고속변형 반사경 국산화에 성공했다고 밝혔다. 공동 연구팀이 개발한 반사경은 열 배출이 탁월한 실리콘 카바이드 신소재로 만들어졌고 내부에 냉각수로가 있어 거울 표면에 40kW급의 고출력 레이저가 조사되더라도 열 변형을 일으키지 않는다.

### 100kW 레이저빔
100kW급 공격용 레이저 무기를 실전배치하게 되면, 멀지 않은 거리에서는 적기 격추는 물론 미사일 요격까지 가능해지며, 지상 목표물 또한 소리없이 제거할 수 있게 돼 전쟁의 형태가 크게 변할 것으로 예상된다.
2009년 3월 18일, 노드롭 그루먼사는 자사의 엔지니어가 레돈도 해안에 전기 100kW의 빛을 생산할 수 있는 전기레이저를 설치하고 성공리에 테스트까지 마쳤다고 발표했다. 그리고 이것이 비행기나 탱크를 부술 수 있을 정도의 강력한 것이라고 설명했다.
2020년, 미국 해군은 알레이 버크급 이지스함에 유효사거리 5 km인 100 kW 출력의 레이저빔을 실전배치할 계획이다.
2021년, MBDA사는 레이저 출력과 사거리를 각각 100kW, 5km로 늘린 레이저 무기를 독일군에 공급할 계획이라고 밝혔다.
2022년, 미국 육군은 중형 전술 차량에 100kW 레이저빔을 장착할 계획이다.
레이저빔의 출력을 100kW로 높이는 경우 조준한 순간 타격 목표가 파괴되는 시대가 올 것으로 전망된다. 하지만 레이저빔은 날씨의 영향을 많이 받고, 멀리 날아갈 경우 빛이 분산돼 위력이 떨어지는 단점이 있다.

## 같이 보기
- 전자기 펄스(EMP)
- 음모론
- 무기
- 유인체(영어판)